# Lița
Lița est une commune du județ de Teleorman en Roumanie.